# Jasaán
Jasaán es un municipio filipino de segunda categoría, situado en la parte sudeste de la isla de Mindanao. Forma parte de la provincia de Misamis Oriental situada en la Región Administrativa de Mindanao del Norte en cebuano Amihanang Mindanaw, también denominada Región X. 
Para las elecciones está encuadrado en el Segundo Distrito Electoral.

## Barrios
El municipio se divide, a los efectos administrativos, en 15 barangayes o barrios, conforme a la siguiente relación:
| - Aplaya - Solana - Luz Banzon (Kiog-ang) - Kimaya | - Ubos (Jasaan de Abajo) - Bobuntugán - Jampasón - San Antonio | - Ibabaw (Jasaan de Arriba) - Korales - San Isidro | - Natubo - Danao - San Nicolas de Kilumba - I.S. Cruz |  |

## Historia
La provincia de Misamis, creada en 1818, formaba parte de la Capitanía General de Filipinas (1520-1898). Estaba dividida en cuatro partidos. El Partido de Misamis comprendía los fuertes de Misamis y de Iligan además de Luculán e Initao.
En 1830 la misión de Jasaán se hizo cargo  de la evangelización de ciudades de Sumilao, Linabo y Malitbog en la actual provincia de Bukidnon.
Ya en 1840 era un municipio.

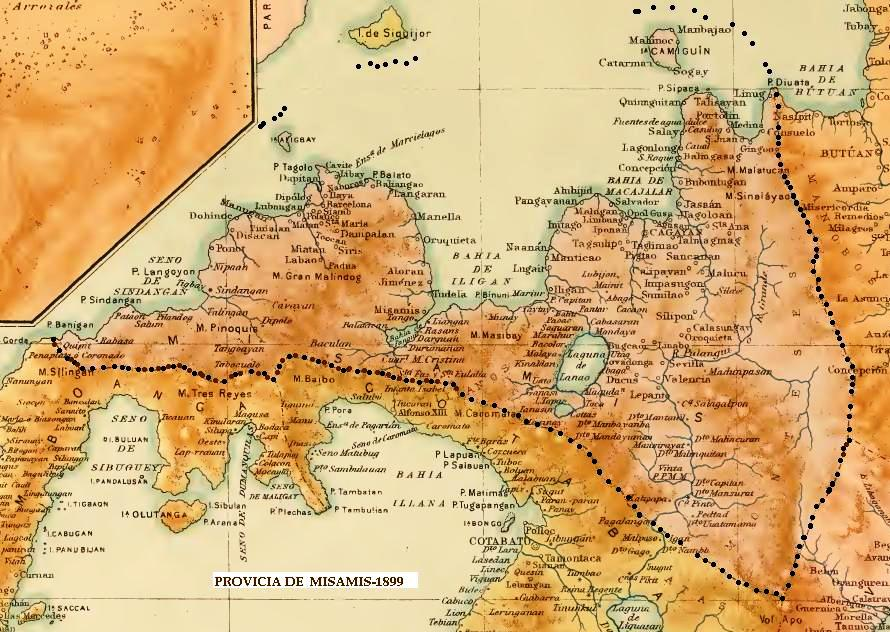
El Distrito 2º de Misamis en 1899.

A finales del siglo XIX la isla de Mindanao se hallaba dividida en siete distritos o provincias, uno de los cuales era el Distrito 2º de Misamis, su capital era la villa de Cagayán de Misamis y del mismo dependía la comandancia de Dapitan. Uno de sus pueblos era Jasaán que entonces contaba con una población de 4,504 almas, con las visitas de Canajauán, Solana, Villanueva, Patrocinio, Clavería y Bubuntugán;.
En el año 1903, durante la ocupación estadounidense de Filipinas, pasa a convertirse en barrio de Balingasag. Sus habitantes no cesaron en su empeño en recuperar la condición de municipio que lograron el 18 de agosto de 1948.